# 天皇賞（春）
天皇賞（春）（てんのうしょうはる）は、日本中央競馬会（JRA）が毎年春に京都競馬場で施行する中央競馬の重賞競走（GI）である。通称「春天（はるてん）」。
正式名称は「天皇賞」であるが、JRAでは天皇賞（秋）の距離が短縮された1984年（昭和59年）から「天皇賞（春）」と表記している。
正賞は天皇賞、日本馬主協会連合会会長賞。

## 概要
4歳以上の馬（外国産馬・外国馬を含む）による重賞競走（GI）。施行距離は1939年（昭和14年）以来3200mで変わっておらず、現存する中央競馬の平地GI競走では最長距離である。
2008年（平成20年）よりメルボルンカップ（オーストラリア、GI）の前年度優勝馬を招待するようになり、本競走の優勝馬にも同年のメルボルンカップへの優先出走権が与えられる。
2017年（平成29年）より大阪杯、宝塚記念とともに同一年に行われる3競走を全て優勝した馬に褒賞金が贈られる。2025年より、これら3レースの他、秋の古馬三冠にあたる天皇賞（秋）・ジャパンカップ・有馬記念を合わせた6競走のうち、同一年で3レース制覇した出走馬にも褒賞金が贈られるようになった。

### 世界の中の天皇賞（春）
世界の競馬開催国は、平地競走については国際セリ名簿基準書においてパートIからパートIIIまでランク分けされており、主要な競走は国際的な統一判断基準で評価が行われている。日本は平地競走が最上位のパートIに分類されている。
2025年（令和7年）現在、日本を含めパートIに分類されている国・地域のうち、3000m級の平地G1競走を行っているのは、
- 日本 - 天皇賞（春）：3200m、菊花賞：3000m
- イギリス - ゴールドカップ：約4014m、グッドウッドカップ・ロングディスタンスカップ：約3219m[7]、セントレジャー：約2921m
- フランス - ヴィコンテッスヴィジエ賞・ロワイヤルオーク賞：3100m、カドラン賞：4000m、ロワイヤリュー賞：2800m
- アイルランド - アイリッシュセントレジャー：約2816m
- オーストラリア - メルボルンカップ・シドニーカップ：3200m

以上の5カ国だけである。天皇賞（春）はこの分類で、ゴールドカップ、カドラン賞に続く世界で3番目の長距離戦に該当し、優勝馬を招待しているメルボルンカップとは同じ距離である。
競馬の競走における距離別の区分法として定着しているSMILE区分によると、天皇賞（春）は2701m以上の「Extended（超長距離）」部門に分類される。国際競馬統括機関連盟（IFHA）が公表した「世界のトップ100GIレース」によると、天皇賞（春）は全体の54位にランクインした。「Extended（超長距離）」のカテゴリーからランクインした競走ではゴールドカップ(38位)に次ぐ順位で、日本国内ではランクインした9競走のうちの8番目にランクされている。

## 競走条件
以下の内容は、2025年（第171回）のもの。

### 出走資格
4歳以上のサラ系競走馬（出走可能頭数：最大18頭）
- JRA所属馬
- 地方所属馬（優先出走権を得た馬のみ）
- 外国調教馬（優先出走）

出馬投票を行った馬のうち、以下の優先出走権を得ている馬から優先して割り当て、その他の馬は「通算収得賞金」+「過去1年間の収得賞金」+「過去2年間のGI・JpnI競走における収得賞金」の総計が多い順に割り当てる。出馬投票締切の結果、出走申込頭数が出走可能頭数を超えた場合は、別に定めた方法または抽選で出走馬を決定する。

### 優先出走権を得られる条件
- 出馬投票を行っている外国調教馬
- レーティング順位の上位5頭[注 7]
- 当該年に行われる以下の競走のいずれかで1着となった馬（中央・地方の所属は問わない）[10]
- 当該年に行われる以下の競走のいずれかで2着以内に入着した地方競馬所属馬[10]

| 競走名     | 格付 | 施行競馬場 | 施行距離 |
| ---------- | ---- | ---------- | -------- |
| 阪神大賞典 | GII  | 阪神競馬場 | 芝3000m  |
| 日経賞     | GII  | 中山競馬場 | 芝2500m  |

地方競馬所属馬は、上記のほか大阪杯の2着以内馬も本競走に出走できる。

### 負担重量
定量（58kg、牝馬2kg減）

### 賞金
2025年の1着賞金は3億円で、以下2着1億2000万円、3着7500万円、4着4500万円、5着3000万円。

### コース

天皇賞（春）コース概略図

京都競馬場の芝コース、外回り3200mを使用。
スタート地点は観客席からみて向正面で、約1周半する。途中、第3コーナーから第4コーナーにかけて「淀の坂」と称される坂の上り下りがあり、天皇賞（春）ではこの坂を2度通過するため、「京都競馬場の難所」とされる。
1周目はスタート直後から100m進む間に約2.1m上る急坂となる。その後も緩やかに280mかけて約1.8mを上る。第3コーナーが坂の頂上にあたり、第4コーナーまで3.5mを下る。第4コーナーを回って直線に入るまで0.8mほどの下り勾配がある。
2周目の第4コーナーを回り終えると最後の直線で、ゴールまでは残り約400mとなる。

## 歴史

### 年表
- 1938年（昭和13年） - 「帝室御賞典」を再編し年2回の施行に改め、春の競走を阪神競馬場（旧・鳴尾競馬場[注 8]）で施行。
- 1939年（昭和14年）
  - 施行距離を3200mに、出走資格を5歳（現4歳）以上牡馬・牝馬に変更。
  - 負担重量を「馬齢重量」から「定量」に変更（負担重量は5歳（現4歳）は58kg、6歳（現5歳）以上は60kg、牝馬1.5kg減に設定）[4]。
- 1944年（昭和19年） - 「能力検定競走」として、京都競馬場の芝3200mで施行[4]。以後、京都競馬場での施行が定着。
- 1945年（昭和20年） - 太平洋戦争の影響で中止[4]。
- 1947年（昭和22年）
  - この年のみ「平和賞」の名称で施行[4]。
  - 負担重量を5歳（現4歳）、6歳（現5歳）以上とも牡馬60kg、牝馬2kg減に変更[4]。
- 1948年（昭和23年）
  - 名称を「天皇賞」に変更[4]。
  - 5歳（4歳）の負担重量を牡馬58kg、牝馬2kg減に変更[4]。
- 1953年（昭和28年） - 6歳（現5歳）以上の負担重量を5歳（現4歳）と同じく、牡馬58kg、牝馬2kg減に変更[4]。
- 1972年（昭和47年） - 外国産馬が出走できなくなる。
- 1981年（昭和56年） - 勝ち抜き制を廃止[4]。
- 1984年（昭和59年） - グレード制導入、GIに格付け。
- 1995年（平成7年） - 指定交流競走となり、地方所属馬も出走が可能になる[16]。
- 2000年（平成12年） - 外国産馬が2頭まで出走可能になる[17]。
- 2001年（平成13年） - 馬齢表記を国際基準へ変更したことに伴い、出走条件を「5歳以上牡馬・牝馬」から「4歳以上牡馬・牝馬」に変更。
- 2005年（平成17年）
  - 国際競走となり、外国調教馬が5頭まで出走可能になる[18]。
- 2007年（平成19年） - 外国調教馬の出走枠を9頭に拡大[19]。
- 2008年（平成20年）
  - 出走条件を「4歳以上牡馬・牝馬」から「4歳以上」に変更[20]。
  - 前年度メルボルンカップ優勝馬の招待を制度化。
- 2011年（平成23年） - NHKでの地上波中継が中止される（第177回国会・参議院予算委員会・平成23年度第1次補正予算審議を大型連休返上で実施にしたことに伴うもの[21]）。
- 2012年（平成24年）
  - 「近代競馬150周年記念」の副称を付けて施行[22]。
  - レーティング上位5頭に優先出走を認める。
- 2014年（平成26年） - トライアル制を確立し、指定した競走の1着馬に優先出走権を付与。
- 2020年（令和2年） - 新型コロナウイルス感染症（COVID-19）の流行により、「無観客競馬」として実施[23]（2021年も同様[24]）。
- 2021年（令和3年） - 京都競馬場の整備工事に伴い、阪神競馬場芝3200m（外回り→内回り）で施行（2022年も同様）[25]。

## 歴代優勝馬
競走名は第14回まで「帝室御賞典」、第15回は「平和賞」、第17回以降は「天皇賞」。
| 回数    | 施行日        | 競馬場 | 距離    | 優勝馬             | 性齢 | タイム   | 優勝騎手       | 管理調教師 | 馬主                                 | 単勝オッズ | 単勝人気  | 1着本賞金   |
| ------- | ------------- | ------ | ------- | ------------------ | ---- | -------- | -------------- | ---------- | ------------------------------------ | ---------- | --------- | ----------- |
| 第2回   | 1938年5月15日 | 阪神   | 芝2700m | ハセパーク         | 牡5  | 2:53 1/5 | 金者斤奉       | 金者斤奉   | 門倉恒雄                             |            | 1         | 1万円       |
| 第4回   | 1939年5月14日 | 阪神   | 芝3200m | スゲヌマ           | 牡4  | 3:31 0/5 | 伊藤正四郎     | 小山内重蔵 | 千明賢治                             | 1          |           | 1万円       |
| 第6回   | 1940年5月19日 | 阪神   | 芝3200m | トキノチカラ       | 牡4  | 3:25 2/5 | 岩下密政       | 田中和一郎 | 菊池寛                               | 2          | 1万5000円 |             |
| 第8回   | 1941年4月27日 | 阪神   | 芝3200m | マルタケ           | 牡5  | 3:25 4/5 | 清水茂次       | 清水茂次   | 榎壽逸                               | 1          | 1万5000円 |             |
| 第10回  | 1942年4月19日 | 阪神   | 芝3200m | ミナミモア         | 牡4  | 3:25 1/5 | 佐藤邦雄       | 東原玉造   | 池得次                               | 1          | 1万5000円 |             |
| 第12回  | 1943年4月11日 | 阪神   | 芝3200m | グランドライト     | 牡4  | 3:28 1/5 | 阿部正太郎     | 田中和一郎 | 加藤雄策                             | 4          | 1万5000円 |             |
| 第14回  | 1944年5月28日 | 京都   | 芝3200m | ヒロサクラ         | 牡4  | 3:29 0/5 | 渋川久作       | 渋川久作   | 鶴丸広太郎                           |            | 2万円     |             |
| 第15回  | 1947年5月11日 | 京都   | 芝3200m | オーライト         | 牡4  | 3:34 1/5 | 元石正雄       | 伊藤勝吉   | 伊藤由五郎                           | 1          | 10万円    |             |
| 第17回  | 1948年5月16日 | 京都   | 芝3200m | シーマー           | 牡4  | 3:25 3/5 | 長浜彦三郎     | 新堂捨蔵   | 島田幸次郎                           | 5          | 30万円    |             |
| 第19回  | 1949年4月29日 | 京都   | 芝3200m | ミハルオー         | 牡4  | 3:26 3/5 | 土門健司       | 久保田金造 | 石川了吉                             | 1          | 60万円    |             |
| 第21回  | 1950年6月4日  | 京都   | 芝3200m | オーエンス         | 牡4  | 3:34 3/5 | 土門健司       | 松田由太郎 | 桶谷辰造                             | 8          | 60万円    |             |
| 第23回  | 1951年5月5日  | 京都   | 芝3200m | タカクラヤマ       | 牡4  | 3:24 3/5 | 橋田俊三       | 伊藤正四郎 | 平島五郎                             | 3          | 80万円    |             |
| 第25回  | 1952年5月3日  | 京都   | 芝3200m | ミツハタ           | 牡4  | 3:23 1/5 | 渡辺正人       | 矢野幸夫   | 河野信一                             | 1          | 80万円    |             |
| 第27回  | 1953年5月5日  | 京都   | 芝3200m | レダ               | 牝4  | 3:24 2/5 | 佐藤勇         | 武田文吾   | 熊谷新太郎                           | 1          | 100万円   |             |
| 第29回  | 1954年5月16日 | 京都   | 芝3200m | ハクリヨウ         | 牡4  | 3:24 2/5 | 保田隆芳       | 尾形藤吉   | 西博                                 | 1          | 150万円   |             |
| 第31回  | 1955年4月29日 | 京都   | 芝3200m | タカオー           | 牡4  | 3:22 3/5 | 古山良司       | 上村大治郎 | 高須銀次郎                           | 1          | 150万円   |             |
| 第33回  | 1956年4月15日 | 京都   | 芝3200m | メイヂヒカリ       | 牡4  | 3:22 3/5 | 蛯名武五郎     | 藤本冨良   | 新田松江                             | 2.3        | 150万円   | 1           |
| 第35回  | 1957年4月29日 | 京都   | 芝3200m | キタノオー         | 牡4  | 3:21 3/5 | 勝尾竹男       | 久保田金造 | 田中留治                             | 1.4        | 1         | 200万円     |
| 第37回  | 1958年4月29日 | 京都   | 芝3200m | オンワードゼア     | 牡4  | 3:23 4/5 | 野平好男       | 二本柳俊夫 | 樫山純三                             | 4.9        | 2         | 200万円     |
| 第39回  | 1959年4月29日 | 京都   | 芝3200m | トサオー           | 牡4  | 3:23 1/5 | 野平祐二       | 松山吉三郎 | 溝本儀三男                           | 5.8        | 3         | 200万円     |
| 第41回  | 1960年4月29日 | 京都   | 芝3200m | クリペロ           | 牡5  | 3:25.0   | 保田隆芳       | 尾形藤吉   | 栗林友二                             | 1.7        | 1         | 300万円     |
| 第43回  | 1961年4月29日 | 京都   | 芝3200m | ヤマニンモアー     | 牡4  | 3:22.6   | 浅見国一       | 藤本冨良   | 土井宏二                             | 8.9        | 4         | 500万円     |
| 第45回  | 1962年4月29日 | 京都   | 芝3200m | オンスロート       | 牡5  | 3:27.6   | 山岡忞         | 中村広     | 田村喜志                             | 3.5        | 1         | 500万円     |
| 第47回  | 1963年4月29日 | 京都   | 芝3200m | コレヒサ           | 牡4  | 3:22.5   | 森安重勝       | 尾形藤吉   | 千明康                               | 3.2        | 1         | 600万円     |
| 第49回  | 1964年4月29日 | 京都   | 芝3200m | ヒカルポーラ       | 牡5  | 3:26.8   | 高橋成忠       | 佐藤勇     | 坪田喜之助                           | 10.5       | 3         | 700万円     |
| 第51回  | 1965年4月29日 | 阪神   | 芝3200m | アサホコ           | 牡5  | 3:27.1   | 加賀武見       | 藤本冨良   | 手塚栄一                             | 2.3        | 1         | 800万円     |
| 第53回  | 1966年4月29日 | 京都   | 芝3200m | ハクズイコウ       | 牡5  | 3:19.4   | 保田隆芳       | 尾形藤吉   | 西博                                 | 2.6        | 1         | 800万円     |
| 第55回  | 1967年4月29日 | 京都   | 芝3200m | スピードシンボリ   | 牡4  | 3:24.2   | 野平祐二       | 野平富久   | 和田共弘                             | 2.3        | 1         | 1200万円    |
| 第57回  | 1968年4月29日 | 京都   | 芝3200m | ヒカルタカイ       | 牡4  | 3:24.6   | 野平祐二       | 藤本冨良   | 長山善健                             | 4.6        | 1         | 1500万円    |
| 第59回  | 1969年4月29日 | 京都   | 芝3200m | タケシバオー       | 牡4  | 3:29.1   | 古山良司       | 三井末太郎 | 小畑正雄                             | 2.2        | 1         | 1700万円    |
| 第61回  | 1970年4月29日 | 阪神   | 芝3200m | リキエイカン       | 牡4  | 3:25.8   | 高橋成忠       | 柏谷富衛   | 水上力夫                             | 5.7        | 2         | 2000万円    |
| 第63回  | 1971年4月29日 | 京都   | 芝3200m | メジロムサシ       | 牡4  | 3:33.5   | 横山富雄       | 大久保末吉 | メジロ商事（株）                     | 8.5        | 2         | 2400万円    |
| 第65回  | 1972年5月7日  | 京都   | 芝3200m | ベルワイド         | 牡4  | 3:20.4   | 加賀武見       | 阿部正太郎 | 鈴木賢一                             | 4.3        | 1         | 3000万円    |
| 第67回  | 1973年4月29日 | 京都   | 芝3200m | タイテエム         | 牡4  | 3:25.0   | 須貝彦三       | 橋田俊三   | （有）名鯛興業                       | 3.7        | 1         | 3400万円    |
| 第69回  | 1974年5月5日  | 京都   | 芝3200m | タケホープ         | 牡4  | 3:22.6   | 嶋田功         | 稲葉幸夫   | 近藤たけ                             | 4.8        | 2         | 4000万円    |
| 第71回  | 1975年4月29日 | 京都   | 芝3200m | イチフジイサミ     | 牡5  | 3:22.1   | 郷原洋行       | 松永光雄   | 保坂勇                               | 8.7        | 2         | 4600万円    |
| 第73回  | 1976年4月29日 | 京都   | 芝3200m | エリモジョージ     | 牡4  | 3:27.4   | 福永洋一       | 大久保正陽 | 山本慎一                             | 110.9      | 12        | 5000万円    |
| 第75回  | 1977年4月29日 | 京都   | 芝3200m | テンポイント       | 牡4  | 3:21.7   | 鹿戸明         | 小川佐助   | 高田久成                             | 2.4        | 1         | 5200万円    |
| 第77回  | 1978年4月29日 | 京都   | 芝3200m | グリーングラス     | 牡5  | 3:20.8   | 岡部幸雄       | 中野隆良   | 半沢吉四郎                           | 2.2        | 1         | 5500万円    |
| 第79回  | 1979年4月29日 | 京都   | 芝3200m | カシュウチカラ     | 牡6  | 3:20.2   | 郷原洋行       | 矢倉玉男   | 吉田権三郎                           | 14.6       | 4         | 5500万円    |
| 第81回  | 1980年4月29日 | 阪神   | 芝3200m | ニチドウタロー     | 牡4  | 3:18.7   | 村本善之       | 坂田正行   | 山田敏夫                             | 9.9        | 3         | 6000万円    |
| 第83回  | 1981年4月29日 | 京都   | 芝3200m | カツラノハイセイコ | 牡5  | 3:20.6   | 河内洋         | 庄野穂積   | 桂土地（株）                         | 6.4        | 2         | 6500万円    |
| 第85回  | 1982年4月29日 | 京都   | 芝3200m | モンテプリンス     | 牡5  | 3:19.2   | 吉永正人       | 松山吉三郎 | 毛利喜八                             | 2.6        | 1         | 7000万円    |
| 第87回  | 1983年4月29日 | 京都   | 芝3200m | アンバーシャダイ   | 牡6  | 3:22.3   | 加藤和宏       | 二本柳俊夫 | 吉田善哉                             | 3.9        | 1         | 7200万円    |
| 第89回  | 1984年4月29日 | 京都   | 芝3200m | モンテファスト     | 牡6  | 3:22.3   | 吉永正人       | 松山吉三郎 | 毛利喜八                             | 19.0       | 6         | 7500万円    |
| 第91回  | 1985年4月29日 | 京都   | 芝3200m | シンボリルドルフ   | 牡4  | 3:20.4   | 岡部幸雄       | 野平祐二   | 和田農林（有）                       | 1.6        | 1         | 7800万円    |
| 第93回  | 1986年4月29日 | 京都   | 芝3200m | クシロキング       | 牡4  | 3:25.4   | 岡部幸雄       | 中野隆良   | 阿部昭                               | 11.0       | 3         | 8000万円    |
| 第95回  | 1987年4月29日 | 京都   | 芝3200m | ミホシンザン       | 牡5  | 3:20.4   | 柴田政人       | 田中朋次郎 | 堤勘時                               | 1.3        | 1         | 8500万円    |
| 第97回  | 1988年4月29日 | 京都   | 芝3200m | タマモクロス       | 牡4  | 3:21.8   | 南井克巳       | 小原伊佐美 | タマモ（株）                         | 4.4        | 1         | 9500万円    |
| 第99回  | 1989年4月29日 | 京都   | 芝3200m | イナリワン         | 牡5  | 3:18.8   | 武豊           | 鈴木清     | 保手浜弘規                           | 9.3        | 4         | 1億300万円  |
| 第101回 | 1990年4月29日 | 京都   | 芝3200m | スーパークリーク   | 牡5  | 3:21.9   | 武豊           | 伊藤修司   | 木倉誠                               | 1.5        | 1         | 1億1000万円 |
| 第103回 | 1991年4月28日 | 京都   | 芝3200m | メジロマックイーン | 牡4  | 3:18.8   | 武豊           | 池江泰郎   | メジロ商事（株）                     | 1.7        | 1         | 1億2000万円 |
| 第105回 | 1992年4月26日 | 京都   | 芝3200m | メジロマックイーン | 牡5  | 3:20.0   | 武豊           | 池江泰郎   | メジロ商事（株）                     | 2.2        | 2         | 1億3000万円 |
| 第107回 | 1993年4月25日 | 京都   | 芝3200m | ライスシャワー     | 牡4  | 3:17.1   | 的場均         | 飯塚好次   | 栗林英雄                             | 5.2        | 2         | 1億3000万円 |
| 第109回 | 1994年4月24日 | 阪神   | 芝3200m | ビワハヤヒデ       | 牡4  | 3:22.6   | 岡部幸雄       | 浜田光正   | （有）ビワ                           | 1.3        | 1         | 1億3000万円 |
| 第111回 | 1995年4月23日 | 京都   | 芝3200m | ライスシャワー     | 牡6  | 3:19.9   | 的場均         | 飯塚好次   | 栗林英雄                             | 5.8        | 4         | 1億3200万円 |
| 第113回 | 1996年4月21日 | 京都   | 芝3200m | サクラローレル     | 牡5  | 3:17.8   | 横山典弘       | 境勝太郎   | （株）さくらコマース                 | 14.5       | 3         | 1億3200万円 |
| 第115回 | 1997年4月27日 | 京都   | 芝3200m | マヤノトップガン   | 牡5  | 3:14.4   | 田原成貴       | 坂口正大   | 田所祐                               | 3.7        | 2         | 1億3200万円 |
| 第117回 | 1998年5月3日  | 京都   | 芝3200m | メジロブライト     | 牡4  | 3:23.6   | 河内洋         | 浅見秀一   | （有）メジロ牧場                     | 2.3        | 2         | 1億3200万円 |
| 第119回 | 1999年5月2日  | 京都   | 芝3200m | スペシャルウィーク | 牡4  | 3:15.3   | 武豊           | 白井寿昭   | 臼田浩義                             | 2.3        | 1         | 1億3200万円 |
| 第121回 | 2000年4月30日 | 京都   | 芝3200m | テイエムオペラオー | 牡4  | 3:17.6   | 和田竜二       | 岩元市三   | 竹園正繼                             | 1.7        | 1         | 1億3200万円 |
| 第123回 | 2001年4月29日 | 京都   | 芝3200m | テイエムオペラオー | 牡5  | 3:16.2   | 和田竜二       | 岩元市三   | 竹園正繼                             | 2.0        | 1         | 1億3200万円 |
| 第125回 | 2002年4月28日 | 京都   | 芝3200m | マンハッタンカフェ | 牡4  | 3:19.5   | 蛯名正義       | 小島太     | 西川清                               | 2.9        | 2         | 1億3200万円 |
| 第127回 | 2003年5月4日  | 京都   | 芝3200m | ヒシミラクル       | 牡4  | 3:17.0   | 角田晃一       | 佐山優     | 阿部雅一郎                           | 16.1       | 7         | 1億3200万円 |
| 第129回 | 2004年5月2日  | 京都   | 芝3200m | イングランディーレ | 牡5  | 3:18.4   | 横山典弘       | 清水美波   | 吉田千津                             | 71.0       | 10        | 1億3200万円 |
| 第131回 | 2005年5月1日  | 京都   | 芝3200m | スズカマンボ       | 牡4  | 3:16.5   | 安藤勝己       | 橋田満     | 永井啓弐                             | 35.1       | 13        | 1億3200万円 |
| 第133回 | 2006年4月30日 | 京都   | 芝3200m | ディープインパクト | 牡4  | 3:13.4   | 武豊           | 池江泰郎   | 金子真人ホールディングス（株）       | 1.1        | 1         | 1億3200万円 |
| 第135回 | 2007年4月29日 | 京都   | 芝3200m | メイショウサムソン | 牡4  | 3:14.1   | 石橋守         | 高橋成忠   | 松本好雄                             | 4.5        | 2         | 1億3200万円 |
| 第137回 | 2008年5月4日  | 京都   | 芝3200m | アドマイヤジュピタ | 牡5  | 3:15.1   | 岩田康誠       | 友道康夫   | 近藤利一                             | 5.8        | 3         | 1億3200万円 |
| 第139回 | 2009年5月3日  | 京都   | 芝3200m | マイネルキッツ     | 牡6  | 3:14.4   | 松岡正海       | 国枝栄     | （株）サラブレッドクラブ・ラフィアン | 46.5       | 12        | 1億3200万円 |
| 第141回 | 2010年5月2日  | 京都   | 芝3200m | ジャガーメイル     | 牡6  | 3:15.7   | C.ウィリアムズ | 堀宣行     | 吉田和美                             | 5.9        | 2         | 1億3200万円 |
| 第143回 | 2011年5月1日  | 京都   | 芝3200m | ヒルノダムール     | 牡4  | 3:20.6   | 藤田伸二       | 昆貢       | 蛭川正文                             | 16.9       | 7         | 1億3200万円 |
| 第145回 | 2012年4月29日 | 京都   | 芝3200m | ビートブラック     | 牡5  | 3:13.8   | 石橋脩         | 中村均     | 前田幸治                             | 159.6      | 14        | 1億3200万円 |
| 第147回 | 2013年4月28日 | 京都   | 芝3200m | フェノーメノ       | 牡4  | 3:14.2   | 蛯名正義       | 戸田博文   | （有）サンデーレーシング             | 6.2        | 2         | 1億3200万円 |
| 第149回 | 2014年5月4日  | 京都   | 芝3200m | フェノーメノ       | 牡5  | 3:15.1   | 蛯名正義       | 戸田博文   | （有）サンデーレーシング             | 11.5       | 4         | 1億3200万円 |
| 第151回 | 2015年5月3日  | 京都   | 芝3200m | ゴールドシップ     | 牡6  | 3:14.7   | 横山典弘       | 須貝尚介   | （同）小林英一ホールディングス       | 4.6        | 2         | 1億5000万円 |
| 第153回 | 2016年5月1日  | 京都   | 芝3200m | キタサンブラック   | 牡4  | 3:15.3   | 武豊           | 清水久詞   | （有）大野商事                       | 4.5        | 2         | 1億5000万円 |
| 第155回 | 2017年4月30日 | 京都   | 芝3200m | キタサンブラック   | 牡5  | 3:12.5   | 武豊           | 清水久詞   | （有）大野商事                       | 2.2        | 1         | 1億5000万円 |
| 第157回 | 2018年4月29日 | 京都   | 芝3200m | レインボーライン   | 牡5  | 3:16.2   | 岩田康誠       | 浅見秀一   | 三田昌宏                             | 6.0        | 2         | 1億5000万円 |
| 第159回 | 2019年4月28日 | 京都   | 芝3200m | フィエールマン     | 牡4  | 3:15.0   | C.ルメール     | 手塚貴久   | （有）サンデーレーシング             | 2.8        | 1         | 1億5000万円 |
| 第161回 | 2020年5月3日  | 京都   | 芝3200m | フィエールマン     | 牡5  | 3:16.5   | C.ルメール     | 手塚貴久   | （有）サンデーレーシング             | 2.0        | 1         | 1億5000万円 |
| 第163回 | 2021年5月2日  | 阪神   | 芝3200m | ワールドプレミア   | 牡5  | 3:14.7   | 福永祐一       | 友道康夫   | 大塚亮一                             | 5.2        | 3         | 1億5000万円 |
| 第165回 | 2022年5月1日  | 阪神   | 芝3200m | タイトルホルダー   | 牡4  | 3:16.2   | 横山和生       | 栗田徹     | 山田弘                               | 4.9        | 2         | 2億円       |
| 第167回 | 2023年4月30日 | 京都   | 芝3200m | ジャスティンパレス | 牡4  | 3:16.1   | C.ルメール     | 杉山晴紀   | 三木正浩                             | 4.3        | 2         | 2億2000万円 |
| 第169回 | 2024年4月28日 | 京都   | 芝3200m | テーオーロイヤル   | 牡6  | 3:14.2   | 菱田裕二       | 岡田稲男   | 小笹公也                             | 2.8        | 1         | 2億2000万円 |
| 第171回 | 2025年5月4日  | 京都   | 芝3200m | ヘデントール       | 牡4  | 3:14.0   | D.レーン       | 木村哲也   | （有）キャロットファーム             | 3.1        | 1         | 3億円       |

## 天皇賞（春）の記録
- レースレコード - 3:12.5（第155回優勝馬 キタサンブラック）なお、このタイムは芝3,200メートルのJRAレコードおよび京都競馬場芝外回り3,200メートル3歳以上のコースレコードでもある。
  - 優勝タイム最遅記録 - 3:34 3/5（第21回優勝馬 オーエンス）[29]
- 最年長優勝馬 - 6歳
  - カシュウチカラ（第79回）、アンバーシャダイ（第87回）、モンテファスト（第89回）、ライスシャワー（第111回）、マイネルキッツ（第139回）、ジャガーメイル（第141回）、ゴールドシップ（第151回）、テーオーロイヤル（第169回）
- 最多優勝馬 - 2勝
  - メジロマックイーン（第103回・第105回 ）、ライスシャワー（第107回・第111回）、テイエムオペラオー（第121回・第123回）、フェノーメノ（第147回・第149回）、キタサンブラック（第153回・第155回）、フィエールマン（第159回・第161回）
- 最多優勝騎手 - 8勝
  - 武豊（第99回・第101回・第103回・第105回・第119回・第133回・第153回・第155回）
- 最多優勝調教師 - 4勝
  - 尾形藤吉（第29回・第41回・第47回・第53回）[30][31]
- 最多優勝馬主 - 4勝
  - （有）サンデーレーシング（第147回・第149回・第159回・第161回）
- 最多勝利種牡馬 - 4勝
  - サンデーサイレンス（第119回・第125回・第131回・第133回）、ステイゴールド（第147回・第149回・第151回・第157回）、ディープインパクト（第159回・第161回・第163回・第167回）
- 親子制覇
  - シーマー - タカオー
  - マンハッタンカフェ - ヒルノダムール
  - ディープインパクト - フィエールマン・ワールドプレミア・ジャスティンパレス

- 兄弟制覇
  - モンテプリンス・モンテファスト（モンテオーカン産駒）

- 騎手・調教師の両方で優勝
  - 金者斤奉（第2回(調騎兼業)）、清水茂次（第8回(調騎兼業)）、渋川久作（第14回(調騎兼業)）、伊藤正四郎（第4回、第23回）、佐藤勇（第27回、第49回）、阿部正太郎（第12回、第65回）、橋田俊三（第23回、第67回）、野平祐二（第39回・第55回・第57回、第91回）、高橋成忠（第49回・第61回、第135回）